# Moncey (Doubs)
Moncey település Franciaországban, Doubs megyében. Lakosainak száma 629 fő (2022. január 1.). Moncey Thurey-le-Mont, Corcelle-Mieslot, Rigney, Venise, Aulx-lès-Cromary, Valleroy, Champoux és Marchaux-Chaudefontaine községekkel határos.

## Népesség
A település népességének változása:
| Lakosok száma | 233  | 349  | 363  | 459  | 522  | 548  | 579  | 609  | 612  | 629  |
|               | 1968 | 1982 | 1990 | 2006 | 2013 | 2015 | 2017 | 2019 | 2020 | 2022 |